# Życie zaczyna się jutro
Życie zaczyna się jutro (The Docks of New York) – amerykański melodramat z 1928 roku.